# نادي رينوفا
نادي رينوفا (بالمقدونية: ФК Ренова)‏ هو نادي كرة قدم في جمهورية مقدونيا تأسس في 2003 يقع مقره في قرية دجيبتشيشته بالقرب من تيتوفو. يلعب في الدوري المقدوني الأول لكرة القدم. يدربه كاتب عثماني.

## روابط خارجية
- الموقع الرسمي